# SN 2002ai
SN 2002ai – supernowa odkryta 9 stycznia 2002 roku w galaktyce A105421+5727. W momencie odkrycia miała maksymalną jasność 23,40m.